# Tepuia vareschii
Tepuia vareschii är en ljungväxtart som beskrevs av Julian Alfred Steyermark. Tepuia vareschii ingår i släktet Tepuia och familjen ljungväxter. Inga underarter finns listade i Catalogue of Life.